# 季霍诺夫卡市镇
季霍诺夫卡市镇（俄语：Муниципальное образование «Тихоновка»）是俄罗斯联邦伊尔库茨克州博汉区所属的一个市镇。其下辖有个居民点，行政中心为季霍诺夫卡。据2016年统计，该市镇的人口为1541人。